# Княже (Вологодская область)
Княже — деревня в Шекснинском районе Вологодской области.
Входит в состав сельского поселения Сиземского (с 1 января 2006 года по 8 апреля 2009 года входила в Еремеевское сельское поселение), с точки зрения административно-территориального деления — центр Еремеевского сельсовета.
Расстояние до районного центра Шексны по автодороге — 25 км, до центра муниципального образования Чаромского по прямой — 5 км. Ближайшие населённые пункты — Починок, Брыкино, Соколово, Еремеево, Горка, Фоминское.
По переписи 2002 года население — 219 человек (94 мужчины, 125 женщин). Преобладающая национальность — русские (99 %).